# Мемориальный парк Яинци

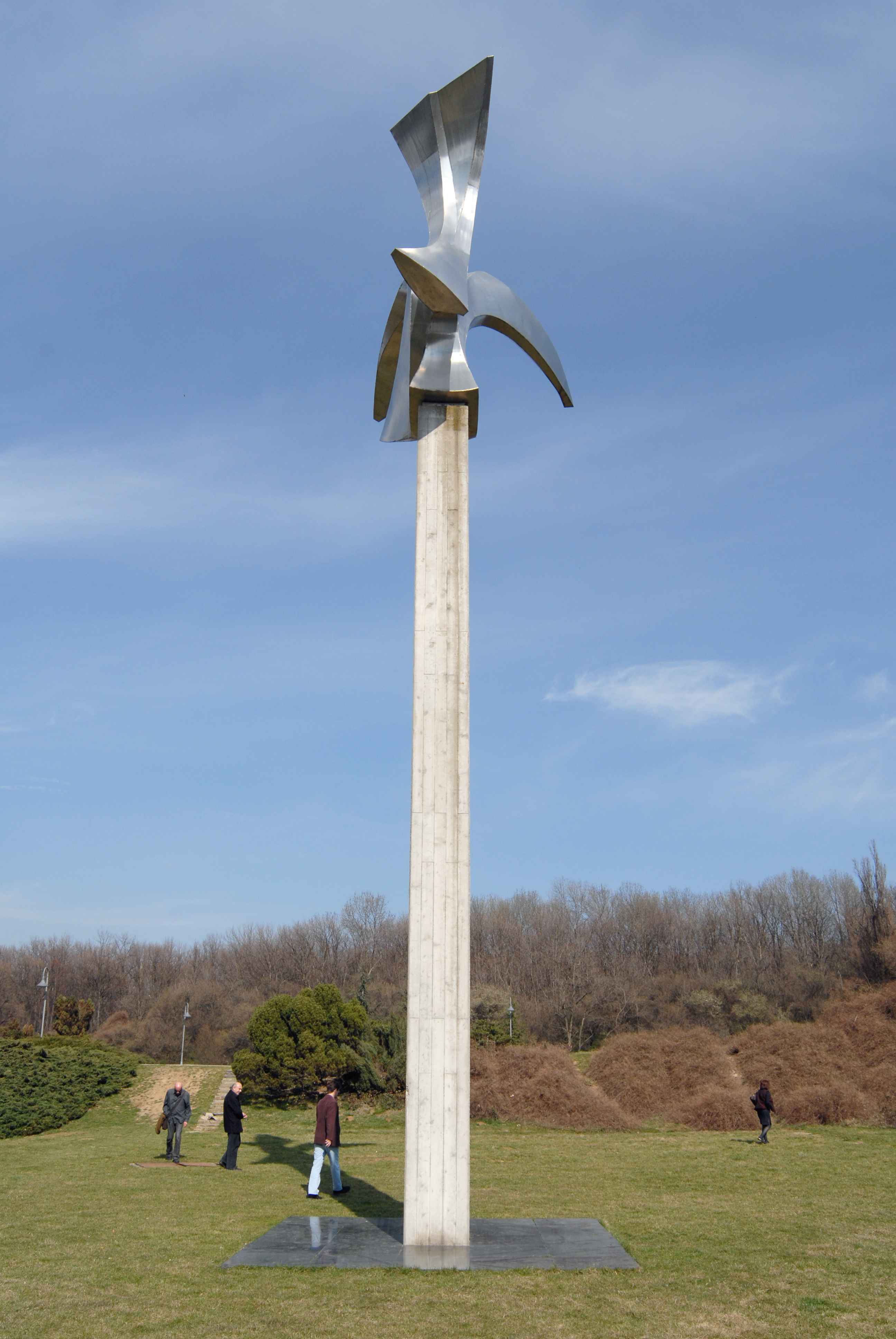
Памятник казненным в Яинцах

Мемориальный парк Яинци (серб. Спомен парк Јајинци) расположен на территории белградского муниципалитета Вождовац, в 11 километрах от Авалы. Он был построен на месте военного полигона, который во время Второй мировой войны, стал местом массовых казней, проводимых немецкими оккупационными силами.
По разным оценкам, на этом месте было убито от 80 000 до 127 000 человек, в основном сербов-коммунистов. Большинство жертв перед казнью находились в концлагере Баньица.